# Marcin Łukaszewski (muzyk)
Marcin Tadeusz Łukaszewski (ur. 20 listopada 1972 w Częstochowie) – polski pianista, teoretyk muzyki, kompozytor. Brat kompozytora Pawła Łukaszewskiego, syn kompozytora Wojciecha Łukaszewskiego.
Doktor nauk humanistycznych (dyscyplina: nauki o sztuce), doktor habilitowany sztuki muzycznej (dyscyplina: kompozycja i teoria muzyki).

## Wykształcenie
Jest absolwentem Państwowego Liceum Muzycznego w Częstochowie w klasie fortepianu Zofii Miller i fletu Bogumiły Tęczy. Pobierał także lekcje kompozycji u Bolesława Ociasa. W latach 1991–1996 odbył studia pianistyczne w Akademii Muzycznej im. F. Chopina w Warszawie w klasie prof. Bronisławy Kawalli (dyplom z wynikiem celującym 1996), prof. Jana Ekiera i prof. UMFC Edwarda Wolanina. W roku akademickim 1996/1997 był słuchaczem studium doktoranckiego w Akademii Teologii Katolickiej (obecnie UKSW) w Warszawie (muzykologia). Wiedzę doskonalił na studiach podyplomowych w Akademii Muzycznej Fryderyka Chopina i Uniwersytecie Muzycznym Fryderyka Chopina w Warszawie: Podyplomowych Studiach Wykonawstwa Muzyki Współczesnej w klasie fortepianu prof. Szabolcsa Esztényiego (1996–1998), Podyplomowych Studiach Teorii Muzyki (1998–2000), Podyplomowych Studiach Kompozycji pod kierunkiem prof. Mariana Borkowskiego (2012–2014).
W 2005 uzyskał w AMFC stopień doktora nauk humanistycznych w dyscyplinie nauki o sztuce (promotor: prof. dr hab. Marek Podhajski), a w 2014 na UMFC stopień doktora habilitowanego sztuki muzycznej w dyscyplinie kompozycja i teoria muzyki.

## Praca zawodowa
Jako pedagog pracuje od 2011 na Uniwersytecie Muzycznym Fryderyka Chopina w Warszawie na stanowisku adiunkta. W latach 1996–2013 pracował w specjalności Muzykologia Kościelna (później Muzykologia Teoretyczna i Stosowana) na Uniwersytecie Kardynała Stefana Wyszyńskiego w Warszawie. W latach 2006–2011 wykładał także w Wyższym Seminarium Duchownym Diecezji Warszawsko-Praskiej, a w latach 1999-2001 w Prywatnej Szkole Muzycznej im. I.J. Paderewskiego w Sulejówku. Prowadzi warsztaty i kursy interpretacji, w tym m.in. warsztaty interpretacji muzyki organowej, fortepianowej i klawesynowej Mariana Sawy (Częstochowa 2010, 2012, 2014), warsztaty poświęcone muzyce tego kompozytora, przeprowadzone dla studentów Wydziału Instrumentalno-Pedagogicznego UMFC w Białymstoku (2013) oraz warsztaty dla uczniów klas fortepianu i klawesynu w OSM I i II st. im. F. Chopina w Bytomiu (2014).     

## Działalność naukowa i publicystyczna
Specjalizuje się w muzyce polskiej XX i XXI wieku, szczególnie w muzyce fortepianowej, chóralnej a cappella o tematyce religijnej. Bada również życie i twórczość wybranych kompozytorów polskich, m.in. Mariana Borkowskiego, Mariana Sawy, Piotra Perkowskiego, Wojciecha Łukaszewskiego.
Jest autorem pięciu książek. Ponadto ma na koncie szereg książek pod swoją redakcją, kilkadziesiąt opublikowanych artykułów naukowych. 
Jest autorem ponad stu haseł biograficznych pisanych do słownika Kompozytorzy polscy 1918–2000 pod red. prof. dra hab. M. Podhajskiego), Almanachu Kompozytorów AMFC (pod red. prof. UMFC dr hab. A. Gronau-Osińskiej), Encyklopedii Religii PWN, Słownika Biograficznego Ziemi Częstochowskiej, a także szeregu obszernych komentarzy do płyt CD (dla różnych wydawnictw, m.in. DUX, Musica Sacra Edition i Acte Préalable) oraz wydań krytyczno-źródłowych dzieł Mariana Sawy, Piotra Perkowskiego i Wojciecha Łukaszewskiego. 
Był także redaktorem kilkudziesięciu książek programowych festiwali – Laboratorium Muzyki Współczesnej (Warszawa, Białystok) i Gaude Mater (Częstochowa).
Jest autorem ponad 300 artykułów popularnonaukowych publikowanych m.in. na łamach Muzyka21, Twojej Muzy, Niedzieli, Opcji, a także na łamach różnych czasopism i gazet.  
Jako teoretyk muzyki aktywnie uczestniczy w konferencjach naukowych (udział czynny, współorganizator). Jego zainteresowania naukowe obejmują przede wszystkim zagadnienia polskiej muzyki fortepianowej, pianistyki, polskiej muzyki chóralnej oraz muzyki o tematyce religijnej. 

## Działalność pianistyczna[3][7]
Jako pianista koncertuje występując jako solista i kameralista. Brał udział w takich festiwalach i cyklach koncertowych, jak m.in.: Międzynarodowy Festiwal Muzyki Współczesnej „Warszawska Jesień” (2004), Warszawskie Spotkania Muzyczne (1999, 2005), Międzynarodowy Festiwal „Laboratorium Muzyki Współczesnej” w Warszawie (2004, 2006, 2009), XIII Śląskie Dni Muzyki Współczesnej w Katowicach (2008), Festiwal „Musica Moderna” w Łodzi (2006, 2007), Conversatorium Organowe w Legnicy (2000, 2008), Festiwal Muzyki Pasyjnej i Paschalnej w Poznaniu (2008, 2009), Sympozjum Kompozytorskie Akademii Muzycznej im. F. Chopina w Warszawie (1999, 2003), wielokrotnie w Koncertach Katedry Kompozycji i koncertach kompozytorskich różnych twórców w AMFC.  
Specjalizuje się w wykonawstwie muzyki fortepianowej twórców polskich XX i XXI wieku. Na koncie ma szereg prawykonań. Dokonał rekonstrukcji, uporządkowania, premierowego nagrania, wydania drukiem i podjął refleksję analityczną nad twórczością fortepianową Mariana Sawy, którą stale propaguje podczas koncertów, konferencji naukowych i warsztatów interpretacji.
Nagrał szereg płyt kompaktowych z muzyką polską. Należą do nich przede wszystkim albumy autorskie, w większości zawierające premierowe nagrania.

## Działalność kompozytorska[1]
Kompozycje Marcina Tadeusza
Łukaszewskiego były wykonywane na wielu festiwalach muzycanych w kraju oraz za granicą, m.in. w Belgii, Francji, Holandii,
Kanadzie, Niemczech, Rosji, Słowacji, Stanach Zjednoczonych, Włoszech.
Utwory M.T. Łukaszewskiego zostały zarejestrowane przez Polskie Radio oraz na płytach CD takich wytwórni, jak m.in.: Acte Préalable i DUX.
Utwory chóralne były wykonywane m.in. przez takie zespoły, jak:  Chór Akademicki Akademii Techniczno-Rolniczej im. J.J. Śniadeckich w Bydgoszczy, Chór Akademicki Uniwersytetu Mikołaja Kopernika w Toruniu, Chór ATK (UKSW) w Warszawie, Chór Instytutu Muzykologii KUL, Chór Kameralny Akademii Medycznej we Wrocławiu, Chór Kameralny Akademii Muzycznej w Bydgoszczy, Chór Polskiego Radia w Krakowie, Chór Polsko-Niemieckiej Akademii Chóralnej „In Terra Pax”, Polski Chór Kameralny „Schola Cantorum Gedanensis”, Slovak Philharmonic Choir, Zespół Śpiewaków Miasta Katowice „Camerata Silesia”.
Jest członkiem: Stowarzyszenia Autorów ZAiKS, Stowarzyszenia STOART, Stowarzyszenia Musica Sacra, Towarzystwa Naukowego Franciszka Salezego, Mazowieckiego Towarzystwa Naukowego, Towarzystwa im. Mariana Sawy (współzałożyciel, wiceprezes) oraz Akademii Fonograficznej.  
Marcin Tadeusz Łukaszewski jest laureatem szeregu nagród, w tym m.in.: 
- 2011 – wyróżnienia I stopnia za utwór I like modern music w Otwartym Konkursie Kompozytorskim, organizowanym w ramach III Festiwalu Muzycznego im. Henryka Mikołaja Góreckiego „Mikołajowe Granie” w Rydułtowach,
- 2010 – II nagrody w Konkursie Kompozytorskim im. W. Landowskiej w Warszawie za Action Cembalo na klawesyn,
- 2006 – III nagrody w I Ogólnopolskim Konkursie Kompozytorskim „Pro Organo” za Exegi monumentum na organy,
- 2006 – Nagrody „Fryderyk”  za trzypłytowy album Chóru Katedry Warszawsko-Praskiej Musica Sacra (udział w nagraniu utworów J. Brahmsa i F. Mendelssohna),

- 2003 – Nagrody „Mater Verbi”,
- 2003 – Nagrody „Fryderyk” za płytę Piotr Perkowski – Piano Works,
- 2000 – Nominacji płyty Franciszek Lessel – Piano Works do Nagrody „Fryderyk ’99”,
- 1996 – II nagrody (I nie przyznano) w Konkursie Kompozytorskim im. F. Nowowiejskiego w Warszawie za Prolog i fugę na organy (1992).

Był stypendystą: Stowarzyszenia Musica Sacra (1996), Prezydenta Miasta Częstochowy (1996), Fundacji Kultury w Warszawie (1997), UKSW w Warszawie (1999) oraz wielokrotnie Stowarzyszenia Autorów ZAiKS.

## Wybrane publikacje[5][8]

### Książki autorskie
1. Przewodnik po muzyce fortepianowej, PWM, Kraków 2014, ss. 1164.[9][10]
2. Fortepianowe formy wariacyjne kompozytorów polskich 1900–2010. Dzieje gatunku i technika wariacyjna, Musica Sacra Edition, Warszawa 2013, ss. 618.
3. Twórczość fortepianowa Mariana Sawy, Towarzystwo im. Mariana Sawy, Warszawa 2012, ss. 258.
4. Muzyka chóralna o tematyce religijnej kompozytorów warszawskich 1945–2000, Wydawnictwo Polihymnia, Lublin 2007, ss. 463.
5. Wojciech Łukaszewski. Życie i twórczość, Wydawnictwo WSP, Częstochowa 1997, ss. 282.

### Książki pod redakcją
1. „Musica Sacra Nova. Pismo poświęcone muzyce sakralnej, myśli humanistycznej i analizie dzieł muzycznych”, praca zbiorowa pod redakcją Marcina Tadeusza Łukaszewskiego, nr 5 / 2011 – Studia nad twórczością Mariana Sawy; pod redakcją Marcina Tadeusza Łukaszewskiego, Musica Sacra Edition, Warszawa 2011, ss. 644.
2. Marian Sawa in memoriam. Wspomnienia, rozmowy, refleksje; pod redakcją Marcina Tadeusza Łukaszewskiego, Towarzystwo im. Mariana Sawy, Warszawa 2010, ss. 180 + 20 stron ilustracji.
3. „Musica Sacra Nova. Pismo poświęcone muzyce sakralnej, myśli humanistycznej i analizie dzieł muzycznych”, praca zbiorowa pod redakcją Marcina Tadeusza Łukaszewskiego, nr 3-4 / 2009–2010, Musica Sacra Edition, Warszawa 2010, ss. 700.
4. 20. Międzynarodowy Festiwal Muzyki Sakralnej Gaude Mater. Ars Sacra – Dialog Kultur [album], red. Małgorzata Zuzanna Nowak, Marcin Tadeusz Łukaszewski, Ośrodek Promocji Kultury Gaude Mater, Częstochowa 2010, ss. 244.
5. Muzyczne interludia. Recenzje, sprawozdania, refleksje, wywiady; pod redakcją Marcina Tadeusza Łukaszewskiego, Musica Sacra Edition, Warszawa 2009, ss. 292 + aneks z ilustracjami (bez paginacji).
6. „Musica Sacra Nova. Pismo poświęcone muzyce sakralnej i myśli humanistycznej”, nr 2 / 2008 – Studia nad twórczością Mariana Borkowskiego; pod redakcją Marcina Tadeusza Łukaszewskiego, Musica Sacra Edition, Warszawa 2008, ss. 309.
7. „Musica Sacra Nova. Pismo poświęcone muzyce sakralnej i myśli humanistycznej”, nr 1 / 2007, Musica Sacra Edition, Warszawa 2007, ss. 537.
8. Legnickie Conversatorium Organowe 1986–2005, red. M.T. Łukaszewski, Akademia Muzyczna im. F. Chopina, Legnickie Centrum Kultury im. H. Karlińskiego, Legnickie Conversatorium Organowe, Warszawa – Legnica 2006, ss. 118.

### Artykuły, recenzje i sprawozdania
1. Charakterystyka twórczości i założenia techniki kompozytorskiej Alicji Gronau, „Seminare. Poszukiwania naukowe” 2014, tom nr 35 [z. 3], s. 173-189.
2. Stan badań nad życiem i działalnością Wojciecha Łukaszewskiego (1936-1978), „Seminare. Poszukiwania naukowe” 2013, tom nr 34, s. 351-365.
3. Działalność kompozytorska, naukowa i pedagogiczna Alicji Gronau w świetle biografii kompozytorki, „Seminare. Poszukiwania Naukowe” nr 32, 2012, s. 253-266.
4. Sakralna twórczość na chór a cappella Mariana Borkowskiego, „Liturgia Sacra” 17, 2011 nr 2, s. 381-402.
5. Twórczość fortepianowa Mariana Sawy, „Seminare. Poszukiwania Naukowe” nr 29, 2011, s. 317-335. Przedruk [w:] „Musica Sacra Nova” 2011 nr 5, s. 262-279.
6. Inspiracja religijna w dziełach fortepianowych i klawesynowych Mariana Sawy, [w:] Prace Naukowe Akademii im. Jana Długosza w Częstochowie, seria: Edukacja Muzyczna VI, red. M. Popowska, Wydawnictwo AJD, Częstochowa 2011, s. 35-89.
7. Mazurki Mariana Sawy w kontekście polskich mazurków fortepianowych, „Musica Sacra Nova” nr 5, 2011, s. 280-312.
8. Tematyka trynitarna w twórczości Mariana Sawy, [w:] Sanctissima Trinitas et musica: plana, figurata atque instrumentalis, red. S. Dąbek, Cz. Grajewski, Z. Kołodziejczak, K. Niegowski, Wydawnictwo UKSW, Warszawa 2011, s. 233-243.
9. Wprowadzenie w problematykę techniki gry i środków techniki kompozytorskiej w etiudach fortepianowych kompozytorów polskich w latach 1916-2006, „Seminare. Poszukiwania Naukowe” 2010 nr 27, s.233-247.
10. Concertino Wojciecha Łukaszewskiego jako przykład łączenia tradycji z nowoczesnością, [w:] Prace Naukowe Akademii im. Jana Długosza w Częstochowie, seria: Edukacja Muzyczna V, red. M. Popowska, Wydawnictwo AJD, Częstochowa 2010, s. 9-52.
11. Festiwal Gaude Mater jako promotor muzyki polskiej i nowych dzieł sakralnych, s. 87-159 + suplement (indeksy) pt.:Międzynarodowy Festiwal Muzyki Sakralnej Gaude Mater.Wykonawcy 1991-2009, s. 161-181, [w:] 20. Międzynarodowy Festiwal Muzyki Sakralnej Gaude Mater. Ars Sacra – Dialog Kultur [album i program festiwalu], red. M.Z. Nowak, M.T. Łukaszewski, Ośrodek Promocji Kultury Gaude Mater, Częstochowa 2010.
12. Eugeniusz Brańka – organista, kompozytor, pedagog. Przyczynki do biografii i do badań nad dziejami życia muzycznego Częstochowy, „Musica Sacra Nova” nr 3-4, 2009–2010, s. 536-558.
13. Polish religious music after World War Two, „Artes” nr 8, 2009, Editura Artes, Universitatea de Arte „George Enescu”, (Rumunia), s. 215-226.
14. Rola i znaczenie organów w twórczości Mariana Borkowskiego, [w:]Organy i Muzyka Organowa XIV, Prace Specjalne nr 77, red. J. Krassowski i in., Akademia Muzyczna im. S. Moniuszki, Gdańsk 2009, s. 150-169.
15. Gregoriańskie inspiracje w twórczości chóralnej współczesnych kompozytorów warszawskich, [w:]Liber Vigrensis. Ad usum Christifidelium, red. M. Sławecki, Dom Pracy Twórczej, Wigry 2009, s. 165-192.
16. Nauczanie muzyki kościelnej w Seminarium Duchownym w świetle dokumentów Kościoła katolickiego. Głos do dyskusji o stanie muzyki w polskich świątyniach, „Roczniki Teologiczne Warszawsko-Praskie” nr 5,2009, s. 175-195.
17. Kalendarium życia, twórczości i działalności Mariana Borkowskiego, „Musica Sacra Nova” nr 2, 2008 – Studia nad twórczością Mariana Borkowskiego pod redakcją Marcina Tadeusza Łukaszewskiego, s. 17-45.
18. Życie i działalność Wojciecha Łukaszewskiego, [w:] Między muzykologiczną refleksją a pedagogiczną pasją. Księga Jubileuszowa dedykowana Profesorowi Leonowi Markiewiczowi w osiemdziesiąte urodziny, red. G. Darłak i in., Akademia Muzyczna im. K. Szymanowskiego, Katowice 2008, s. 296-311.
19. Wokół pojęcia sacrum w muzyce, „Musica Sacra Nova” nr 1, 2007, s. 23-53. Przedruk II rozdziału pracy Muzyka chóralna o tematyce religijnej kompozytorów warszawskich 1945-2000, Wydawnictwo Polihymnia, Lublin 2007, s. 53-74.
20. Organowa twórczość kompozytorów warszawskich w latach 1945-2005 i jej zastosowanie w pedagogice na przykładzie 20-letniej działalności Conversatorium Organowego w Legnicy, [w:] Legnickie Conversatorium Organowe 1986-2005, red. M.T. Łukaszewski, Akademia Muzyczna im. F. Chopina, Legnickie Centrum Kultury im. H. Karlińskiego, Legnickie Conversatorium Organowe, Warszawa – Legnica 2006, s. 30-44.
21. O muzyce kameralnej Pawła Łukaszewskiego, [w:] Muzyka kameralna kompozytorów AMFC (I). IV Sympozjum kompozytorskie Akademii Muzycznej im. Fryderyka Chopina, red. A. Gronau-Osińska, Akademia Muzyczna im. F. Chopina, Warszawa 2006, s. 106-117.
22. Działalność Zespołu Szkół Muzycznych w Częstochowie w latach 1945-1985, [w:] Prace Naukowe Akademii im. Jana Długosza w Częstochowie, seria: Edukacja Muzyczna I, red. M. Popowska, AJD, Częstochowa 2005, s. 125-159.
23. Religijna  twórczość chóralna kompozytorów warszawskich w latach 1945-2003. Cechy stylistyczne, techniki kompozytorskie, inspiracje, [w:] Muzyka sakralna. Część trzecia. Wybór wykładów z seminariów organizowanych w ramach Międzynarodowego Festiwalu Muzyki Sakralnej „Gaude Mater”, red. W. Krodkiewska, Instytut im. A. Mickiewicza, Warszawa 2005, s. 59-67.
24. Solowa twórczość na instrumenty klawiszowe Witolda Rudzińskiego, [w:] Wokół twórczości Witolda Rudzińskiego, red. A. Gronau-Osińska, AMFC, Warszawa 2004, s. 86-107.
25. Tematy muzyczne w malarstwie kubistycznym, [w:] Ekspresja formy – ekspresja treści. Marianowi Borkowskiemu w siedemdziesięciolecie urodzin, red. A. Gronau-Osińska, AMFC, Warszawa 2004, s. 356-369.
26. Utwory na instrumenty solowe Mariana Borkowskiego. Próba charakterystyki wartości instrumentalnych i stylotwórczych, [w:] Potencjał kompozycyjny utworów na instrumenty solowe. III Sympozjum Kompozytorskie Akademii Muzycznej im. Fryderyka Chopina, red. A. Gronau-Osińska, AMFC, Warszawa 2003, s. 76-97.
27. Muzyka fortepianowa Piotra Perkowskiego, [w:] Piotr Perkowski. Życie i dzieło, red. M. Borkowski, A. Gronau-Osińska, Wydawnictwo AMFC, Warszawa 2003, s. 130-140.
28. Faktura – brzmienie – ekspresja w twórczości chóralnej i wokalno-instrumentalnej Mariana Borkowskiego, [w:] Muzyka Chóralna. II Sympozjum Kompozytorskie Akademii Muzycznej im. Fryderyka Chopina, red. A. Gronau-Osińska, Wydawnictwo AMFC, Warszawa 2001, s. 146-159.
29. Analiza integralna cyklu Etiud op. 10 Fryderyka Chopina, [w:] Analiza – Interpretacja – Recepcja. W stronę rozumienia muzyki, Zeszyt Naukowy nr 52, red. A. Gronau-Osińska, Wydawnictwo AMFC, Warszawa 2001, s. 138-152.
30. Mazurki Fryderyka Chopina jako „zjawisko nasycone wiedzą o wspólnocie i mające odniesienie do sfery wewnętrzności”, [w:] Analiza – Interpretacja – Recepcja. W stronę rozumienia muzyki, Zeszyt Naukowy nr 52, red. A. Gronau-Osińska, Wydawnictwo AMFC, Warszawa 2001, s. 16-19.
31. Zagadnienie narracyjności w muzyce według Eero Tarastiego. Analiza wybranego utworu jako „ciągu” narratywnego i semantycznego, [w:] Analiza – Interpretacja – Recepcja. W stronę rozumienia muzyki, Zeszyt Naukowy nr 52, red. A. Gronau-Osińska, Wydawnictwo AMFC, Warszawa 2001, s. 47-51.
32. Polska muzyka sakralna końca XX wieku. Refleksje i podsumowania, [w:] Polska muzyka organowa na przełomie wieków – podsumowania i prognozy, red. M. Szoka, Wydawnictwo AMFC, Warszawa 2001, s. 39-58.
33. O filozofii muzyki Artura Schopenhauera i abstrakcyjności muzyki, [w:] Muzyka a analiza, integracja, filozofia, red. A. Gronau-Osińska, Wydawnictwo AMFC, Warszawa 2000, s. 168-175.
34. Tematyczna integracja w III Symfonii F-dur op. 90 Johannesa Brahmsa, [w:] Muzyka a analiza, integracja, filozofia, red. A. Gronau-Osińska, Wydawnictwo AMFC, Warszawa 2000, s. 107-114.
35. Kultura muzyczna Częstochowy od XVI wieku do wybuchu II wojny światowej na tle przemian historycznych i społecznych miasta i regionu, [w:] Zeszyty Historyczne VI, red. M. Cetwiński, Wydawnictwo WSP, Częstochowa 2000, s. 195-216.
36. Twórca muzyki sakralnej w XXI wieku. O muzyce Pawła Łukaszewskiego, „Heksis” nr 3-4, 1999, s. 208-216.
37. Życie i twórczość Wojciecha Łukaszewskiego, „Saeculum Christianum” nr 2, 1999, s. 123-138.
38. Charakterystyka twórczości fortepianowej i pedagogicznej Wojciecha Łukaszewskiego, [w:] Prace Naukowe – Pedagogika VII,  red. S. Podobiński, R. Derbis, Wydawnictwo WSP, Częstochowa 1998, s. 95-111.
39. Siła tradycji. Smak nowości. XXV lat Conversatorium Organowego w Legnicy, red. M. Szoka, A. Mroczek, S. Czopowicz, UMFC, Warszawa 2011 [recenzja książki], „Seminare. Poszukiwania Naukowe” nr 31, 2012, s. 331-334.
40. Kurs interpretacji utworów fortepianowych i organowych Mariana Sawy [sprawozdanie], „Musica Sacra Nova” nr 5, 2011, s. 622-625.
41. Sanctissima Trinitas et musica: plana, figurata atque instrumentalis [recenzja książki], „Musica Sacra Nova” nr 5, 2011, s. 604-611.
42. XIV Międzynarodowa Sesja Naukowa Organy i muzyka organowa [sprawozdanie z konferencji], „Seminare. Poszukiwania  Naukowe” nr 28, 2010, s. 294-297.
43. Działalność Towarzystwa imienia Mariana Sawy w latach 2006–2009 [sprawozdanie], „Musica Sacra Nova” nr 3-4, 2009–2010, s. 683-689.
44. Seria płyt Panorama nowej muzyki polskiej [recenzja serii płyt CD], „Musica Sacra Nova” nr 3-4, 2009–2010, s. 658-666.
45. Muzyka Stanisława Moryto na płytach wydawnictwa Musica Sacra Edition [recenzja serii płyt CD], „Musica Sacra Nova” nr 3-4, 2009–2010, s. 636-647.
46. Mój warsztat artystyczny – mój warsztat pedagogiczny, red. Z. Konaszkiewicz, AMFC, Warszawa 2007 [recenzja książki], „Musica Sacra Nova” nr 3/4, 2009/2010, s. 632-635.
47. XVI Międzynarodowy Festiwal Laboratorium Muzyki Współczesnej [sprawozdanie z festiwalu], „Musica Sacra Nova” nr 3-4, 2009–2010, s. 610-617.
48. Międzynarodowa Sesja Naukowa i książka Organy i muzyka organowa XIV [sprawozdanie z konferencji i recenzja książki], „Musica Sacra Nova” nr 3-4, 2009–2010, s. 585-595.
49. Powrót do najlepszych ideałów wychowania jest sprawą pierwszoplanową [recenzja książki Z. Konaszkiewicz, Szkice z pedagogiki muzycznej, AMFC, Warszawa 2001], „Musica Sacra Nova” nr 1, 2007, s. 456-466.
50. Mozartiana – różne oblicza muzyki wiedeńskiego klasyka [sprawozdanie z festiwalu], „Musica Sacra Nova” nr 1, 2007, s. 448-453.
51. 21. Legnickie Conversatorium Organowe  [sprawozdanie z festiwalu], „Musica Sacra Nova” nr 1, 2007, s. 439-444.
52. Recenzja książki Stanisława Dąbka, Twórczość mszalna kompozytorów polskich XX wieku 1900–1995 (Wydawnictwo Naukowe PWN, Warszawa 1996), „Muzyka” nr 2, 2002, s. 130-134.

## Ważniejsze kompozycje[5]
- Fantazja per pianoforte e orchestra (1989)
- Miniatury organowe per organo (1989–2006)
- Prolog i fuga per organo (1992)
- Tre pezzi sacri I per coro misto a cappella (I Agnus Dei, II Tantum ergo, III Pater noster) (1993–1995)
- Dwa motety Maryjne per coro misto a cappella (1995–1996)
- 12 etiud koncertowych per pianoforte (1995–2003)
- Droga Warszawo per coro misto a cappella (1996)
- In manus tuas na chór mieszany z solistami i organy (1996)
- Tre pezzi sacri II per coro misto a cappella (I Parce Domine, II De profundis, III Ave Verum) (1996–1999)
- Sześć kolęd na chór mieszany i żeński (1996–2001)
- Hymnus de Spiritu Sancto per coro misto a cappella (1997)
- I Sonata per pianoforte (1998–2003)
- Suita na Boże Narodzenie per organo (1999)
- Ave verum per coro femminile e organo (1999/2014)
- 24 preludia per organo (2000)
- Psalm 142 per coro misto a cappella (2001/2014)
- Sonatina neoklasyczna per flauto e pianoforte (2001)
- II Sonata per pianoforte (2002)
- Jasnogórskie Śluby Narodu Polskiego per soprano e coro misto a cappella (2002)
- Three episodes of ethernal life per flauto solo (2005)
- Signum temporis per flauto e organo (2006)
- Concertino eclectico per due pianoforti (2006)
- Exegi monumentum per organo (2006)
- Tempus fugit per flauto e organo (2007)
- Im the Root per organo (2007)
- Autumn music per oboe, flauto ed archi (2008)
- Cztery mazurki per pianoforte (2008–2011)
- Missa pragensis „In Festo Ss. Trinitatis” per coro misto a cappella (2008–2012)
- Action Cembalo per cembalo (2010)
- Miniatury aleatoryczne per pianoforte (2010)
- ...saw in a life... per organo (2010)
- Symfonia organowa per organo solo (2010)
- Concludia i quasifugi per cembalo (seria I) (2011)
- I like modern music per pianoforte (2011)
- Etiudy koncertowe per cembalo (2012)
- Trio stroikowe per oboe, clarinetto e fagotto (2012)
- Capriccio ad Carpaccio per violoncello solo (2012)
- Gaia – Mater Terra per organo (2012–2013)
- Reliefs. Quartetto per clarinetto, corno, violoncello e pianoforte (2012–2014)
- Drosophila melanogaster per orchestra (2012–2014)
- Drei Nachtlieder für Klavier (2013)
- Trzy preludia per pianoforte (2013)
- Gibberish & Babble for soprano saxophone and piano (2013)
- Aklamacje maryjne per coro misto a cappella (2013)
- Missa brevis per coro femminile a cappella (2013)
- Pie Jesu per coro misto a cappella (2013)
- Due antifone mariani per coro misto e organo (2013)
- «Ist es eine romantische Sonate?» per violino e pianoforte (2013)
- Trzy pieśni do słów Kazimierza Wierzyńskiego per soprano, saxofono soprano e pianoforte (2013)
- Two academic studies for piano (2013)
- Dwie inwencje dwugłosowe per pianoforte (2013–2014)
- Active Landscapes at Dusk. Quintetto per flauto, clarinetto, violoncello, batteria e pianoforte (2013–2014)
- «Who cares about the new piano concerto?» piano concerto for piano and orchestra (2013–2014)
- Klasteriana per pianoforte (2014)
- Concludia i quasi-fugi per pianoforte (seria II) (2014)
- «...et benedictus fructus ventris tui Jesus... » per mezzosoprano, coro misto, flauto, violoncello e organo (2014)
- Canti gregoriani per violino e organo (2014)

## Wybrana fonografia
- XXth Century Polish Piano Music (solista; Acte Préalable AP 0016, 1999)
- Franciszek Lessel – Complete Piano Works (solista; Acte Préalable, AP 0022-23, 1999)
- Piotr Perkowski – Piano Works (solista; Acte Préalable AP 0072, 2001/2002) – płyta otrzymała nagrodę "Fryderyk 2002"
- Marian Sawa - Piano Works (solista; Musica Sacra Edition MSE 005/006, 2006)